# Багаджа — Сейді — Ости
Багаджа — Сейді — Ости — трубопровідна система, яка транспортує блакитне паливо, видобуте на газоконденсатному родовищі Багаджа.
Родовище Багаджа виявили ще в 1960-х роках, проте його повномасштабна розробка тривалий час відкладалась. Втім, в якийсь момент тут почали видобуток через одну зі свердловин із подачею ресурсу до розташованого за чотири десятки кілометрів на північний захід міста Сейді, де споживачами блакитного палива виступають населення та ТЕЦ Сейді, що стала до ладу в 1992 році.
У 2001-му узялись за продовження трубопроводу на 40 км до міста Ости. Оскільки останнє розташоване на протилежному, правому березі Амудар'ї, в межах проекту було облаштовано наземний мостовий перехід газопроводу через цю велику річку.
Від Ости блакитне паливо може транспортуватись ще південніше до розташованого за три з половиною десятки кілометрів міста Фараб.
В 2006-му почалась повноцінна розробка родовища, де стала до ладу перша черга газопереробного заводу Багаджа, для видачі продукції якого проклали новий газопровід до Сейді протяжністю 43 км. В той же час, у 2004-му на ТЕЦ Сейді ввели в експлуатацію другий енергоблок.
Можливо відзначити, що станом на початок 2020-х відзначались певні ускладнення із забезпеченням споживачів, які залежать від системи Багаджа — Сейді — Ости. Так, під час холодної зими 2021 року приватні оселі в Сейді могли залишатись без опалення через недостатній напір газу.